# Don Juan (pel·lícula de 2022)
Don Juan és una pel·lícula francobelga dirigida per Serge Bozon i estrenada el 2022. S'ha subtitulat al català.

## Repartiment
- Tahar Rahim: Laurent
- Virginie Efira: Julie
- Damien Chapelle: Naël
- Jehnny Beth: la directora
- Alain Chamfort: l'home tranquil

## Premis i reconeixements
- Festival de Cinema de Canes 2022: Selecció Estrenes de Canes